# LAPACK
LAPACK (Linear Algebra PACKage) — библиотека с открытым исходным кодом, содержащая методы для решения основных задач линейной алгебры. Написана на языке Fortran 90 с использованием другой библиотеки BLAS и является развитием пакета LINPACK.

## Реализации
Так же как и BLAS, LAPACK часто переписывается вендорами, чтобы обеспечить более высокую производительность в определенных аппаратных архитектурах. Некоторые из реализаций имеют поддержку параллельного исполнения функций на многопроцессорных ЭВМ системы с общей памятью.
Аналогом для ЭВМ с распределённой памятью являются библиотеки ScaLAPACK и PLAPACK .
Accelerate
Фреймворк Apple для macOS и iOS, который включает оптимизированные версии версии BLAS и LAPACK
AMD™ ACML 
Версия для процессоров AMD.
HP’s MLIB
Intel® MKL
Библиотека оптимизированная для выполнения на процессорах Intel x86.
NAG’s LAPACK
Netlib LAPACK
Официальная версия LAPACK.
Netlib ScaLAPACK
Версия LAPACK, предназначенная для параллельного решения задач линейной алгебры на архитектурах MPP.
Parallel LAPACK — вариант библиотеки для параллельных вычислений, реализованный на MPI.
OpenBLAS
Open-source реимплементация BLAS и LAPACK.
Sun Performance Library

## Использование с другими языками программирования
Многие языки напрямую поддерживают вызов функций С из сторонних библиотек. Также доступны несколько альтернативных языковых привязок:
- Armadillo для C++
- IT++ для C++
- LAPACK++ для C++
- Lacaml для OCaml
- CLapack для C
- SciPy для Python
- Gonum[10] для Go